# Mark Moseley (doppiatore)
Mark Moseley (2 agosto 1961) è un doppiatore statunitense.
È sposato ed ha due figli, Matthew e Mandy.

## Doppiaggio (parziale)
- Mulan (1998) - parte cantata
- House of Mouse - Il Topoclub (9 episodi, 2001-2002)
- Kingdom Hearts (2002) videogioco
- Shrek 2 (2004)
- Mulan II (2004)

## Doppiatori italiani
- Tonino Accolla in House of Mouse - Il Topoclub, Mulan II
- Luca Sandri in Shrek 2 (videogioco)
- Pino Insegno in Shrek 2
- Fabrizio Apolloni in Disney Mulan libro animato interattivo